# Volker Einrauch
Volker Einrauch (* 1950 in Kassel) ist ein deutscher Drehbuchautor, Filmregisseur und Filmproduzent.

## Leben und Werk
Volker Einrauch studierte Literaturwissenschaft, Linguistik, Geschichte und Politik an der Universität Marburg. Hier lernte er seinen späteren Weggefährten Lothar Kurzawa kennen, mit dem er 1984 die Josefine Filmproduktion gründete. Gemeinsam realisierten sie zunächst Kurz- und Experimentalfilme, wie 1985 den Kurzspielfilm Tod eines Nachrichtensprechers oder den Fernsehfilm Phantomjagd über Gesicht und Landschaft, bevor sich 1990 Hermine Huntgeburth dem Duo anschloss.
Bereits Einrauchs erste Soloregie, die in 15 Tagen gedrehte Low-Budget-Komödie Die Mutter des Killers, wurde mehrfach ausgezeichnet, darunter 1996 beim Filmfest München mit dem Regie-Förderpreis der Hypo-Bank. Weitere Auszeichnungen für seine Arbeiten als Drehbuchautor und Regisseur folgten.

## Filmografie

### Regie
- 1990: Und wenn’s nicht klappt, dann machen wir’s nochmal
- 1996: Die Mutter des Killers
- 2002: Gangster
- 2007: Der andere Junge

### Drehbuch
- 1990: Und wenn’s nicht klappt, dann machen wir’s nochmal
- 1992: Das Trio
- 1995: Ein falscher Schritt
- 1998: Und alles wegen Mama
- 2002: Das verflixte 17. Jahr
- 2006: Väter – Denn sie wissen nicht was sich tut
- 2007: Teufelsbraten
- 2009: Effi Briest
- 2012: Eine Hand wäscht die andere
- 2016: Aufbruch
- 2016: Polizeiruf 110: Sumpfgebiete (Koautor: Holger Karsten Schmidt)
- 2016: Tatort: Die Geschichte vom bösen Friederich
- 2018: Tatort: Unter Kriegern
- 2019: Kühn hat zu tun